# Lijst van binnenwateren in Nederland
Deze lijst bevat enkele bekende en minder bekende binnenwateren (exclusief kanalen, rivieren en zeewater achter de basislijn) in Nederland zijn:
1. Alkmaardermeer
2. Amstelmeer
3. De Beldert
4. Belterwijde
5. Berendonck
6. Beulakerwijde
7. Binnenschelde
8. Braassemermeer
9. Brabantse Biesbosch
10. Brielse Meer
11. Broekvelden-Vettenbroek
12. Groote Wielen (meer)
13. De Houw
14. De Leyen
15. Grevelingenmeer
16. Grootheggerplas
17. Haringvliet
18. Hollandsch Diep
19. Hondshalstermeer
20. Hoornsemeer
21. Idzegaasterpoel
22. Kagerplassen
23. Ketelmeer
24. Langeraarsche Plassen
25. Lauwersmeer
26. Leekstermeer
27. Maasplassen
28. Markermeer
29. Naardermeer
30. Nieuwe Meer
31. Nieuwkoopse plassen
32. Noord Aa
33. Nuldernauw
34. Oostvoornsemeer
35. Reeuwijkse plassen
36. Schellinkhout
37. Schildmeer
38. Slotermeer
39. Sneekermeer
40. Spaarbekken
41. Tjeukemeer
42. Valkenburgse Meer
43. Veerse Meer
44. Westeinderplassen
45. Wolderwijd
46. IJmeer
47. IJsselmeer
48. Zegersloot
49. Zoetermeerse Plas
50. Zuidlaardermeer